# Persela Lamongan
Maillots
Le Persela Lamongan est un club indonésien de football basé à Lamongan, dans la province de Java oriental.